# Wybory prezydenckie na Cyprze w 2013 roku
Wybory prezydenckie na Cyprze w 2013 roku odbyły się w dwóch turach 17 i 24 lutego 2013, wobec nieuzyskania ponad 50% poparcia przez żadnego z kandydatów. Zakończyły się zwycięstwem Nikosa Anastasiadisa, długoletniego lidera centroprawicowego Zgromadzenia Demokratycznego (DISY), wspartego także przez Partię Demokratyczną (DISY). Jego głównymi konkurentami byli dawni ministrowie: Stawros Malas, wywodzący się z komunistycznej Postępowej Partii Ludzi Pracy (AKEL) urzędującego prezydenta Dimitrisa Christofiasa, a także Jorgos Lilikas reprezentujący socjalistyczny Ruch na rzecz Socjaldemokracji (EDEK).

## Wyniki
| Kandydat                          | 1. tura | 1. tura | 2. tura | 2. tura |
| Kandydat                          | Głosy   | %       | Głosy   | %       |
| --------------------------------- | ------- | ------- | ------- | ------- |
| Nikos Anastasiadis                | 200 591 | 45,46   | 236 965 | 57,48   |
| Stawros Malas                     | 118 755 | 26,91   | 175 267 | 42,52   |
| Jorgos Lilikas                    | 109 996 | 24,93   |         |         |
| 8 pozostałych kandydatów          | 11 914  | 2,70    |         |         |
| Głosy ważne                       | 441 212 | 100,00  | 412 232 | 100,00  |
| Głosy puste                       | 4460    | 0,98    | 18 030  | 4,05    |
| Głosy nieważne                    | 7826    | 1,73    | 14 747  | 3,31    |
| Frekwencja (545 491 uprawnionych) | 453 498 | 83,14   | 445 009 | 81,58   |